# Teofil Ceder
Anders Teofilus Ceder, född 25 januari 1879 i Sunne socken, Värmland, död 1919 i Kongo, var en svensk missionär som verkade inom Svenska Missionsförbundets (SMF) kongomission i Nedre Kongo (Bas-Congo) i dåvarande Fristaten Kongo och i Brazzaville i dåvarande Franska Kongo.

## Biografi
Teofil Ceder var son till lantbrukaren och arrendatorn Anders Henrik Olsson (1839–1890) och Anna Andersdotter (1839–1931). Han hade en äldre syster, Hanna Lydia Ceder (1877–1906). Han gifte sig den 29 september 1911 med Livia Vilhelmina Dahlström (1878–1951) och de fick sonen Carlo Teofil Ceder (1914–2008).
I sin tidigare ungdom ägnade han sig åt landbruk samt byggnads- och snickeriarbete. 1901–1904 genomgick han SMFs missionsskola i Stockholm. Efter att ha vistats i Frankrike tre månader våren 1905 för språkstudier avskildes han till missionär den 9 april 1905 i Uppsala och avreste till Kongo den 6 juli samma år. Han återkom till Sverige den 6 oktober 1908 och genomgick en kurs på Tandläkarinstitutet i Stockholm oktober 1909–april 1910. Han avreste därefter för andra gången till Kongo den 2 maj 1910. Han utförde ett uppskattat arbete som tandläkare och hjälpte både den svarta och den vita befolkningen med deras tänder. Hans ovanliga förmåga att umgås med människor underlättade ordnandet med missionens koncessioner i landet.

Kibunzi missionskyrka i Nedre Kongo vid invigningen 1907, Kibunzi missionsstation, ur Etnografiska museets bildarkiv. Foto: Teofil Ceder.

Under 1908 deltog han i undersökningsresor i Franska Kongo tillsammans med Johan Hammar. De besökte trakterna Bula Ntangu, Mbamu, Mbanza Baka och Nganda, områden som tidigare besökts av Emil Ekström. De identifierade flera lämpliga platser för nya stationer. En av dem var Madzia missionsstation som året efter grundades av paret Hammar. 
Tillsammans med missionären Henning Lindgren (1880–1953) anlade Ceder 1911 missionsstationen i Brazzaville. Han var medlem i SMFs missionsråd. 1917 deltog Ceder i ytterligare en undersökningsresa i Franska Kongo tillsammans med Gustaf Arvid Jacobsson. Bland annat besökte de områden där kota (även kallade bakuta) levde.
Teofil Ceder avled i Kongo 1919 i spanska sjukan.
Etnografiska museet i Stockholm innehar ett 50-tal bilder från Kongo tagna av Teofil Ceder (samling 0046).